# Tatort: Schweigegeld
Schweigegeld ist ein Fernsehfilm aus der Fernseh-Kriminalreihe Tatort der ARD und des ORF. Der Film wurde vom WDR produziert und am 18. November 1979 zum ersten Mal gesendet. Er ist die 106. Folge der Tatort-Reihe, der 18. mit Kommissar Haferkamp.

## Handlung
Der arbeitslose Architekt Klaus Storck beobachtet während seines Computer-Schachspiels von seinem Atelier aus einen Einbruch im benachbarten Haus seines Schwagers Helmuth Klaven. Er verwirft einen Anruf bei der Polizei und will persönlich nachsehen. Seine Frau Ira kann ihn nicht davon abhalten. Er sieht, wie der Einbrecher aus dem aufgeschweißten Tresor einen Bündel Geldscheine entnimmt und danach in aller Seelenruhe einen Anruf tätigt. Als er den Einbrecher überwältigen will, kommt dieser zu Tode. Storck nimmt die Diebesbeute an sich und wirft das Einbruchswerkzeug in den nahe gelegenen Teich. Er kehrt zu seiner Frau zurück, legt das Geld auf den Wohnzimmertisch und erzählt ihr von den Vorkommnissen. Da ihm das Verhalten des Einbrechers seltsam vorkommt, alarmiert er nicht die Polizei, sondern beabsichtigt, die gerade eintreffenden Klavens zur Rede zu stellen. Er bekommt aus seinem Versteck mit, dass Isolde und Helmuth Klaven womöglich mit dem Einbruch gerechnet haben und erzählt auch dies seiner Frau. Das Geld behält er zunächst. Die Ehefrau des Einbrechers, Gertrud Thiemann, und ihr Bruder machen sich Stunden später Sorgen wegen des Ausbleibens von Karl Thiemann. Sie fahren zum Ort des Einbruchs und sehen sein Auto dort stehen. Storck sieht vom Fenster aus die Unterhaltung Klavens mit dem Schwager des Einbrechers. Dieser fährt anschließend den Wagen vom Tatort weg.
Nach einem weiteren erfolglosen Vorstellungsgespräch zeigt Storck seiner Frau triumphierend einen Zeitungsartikel, der von einem Briefmarken-Diebstahl in Höhe von zwei Millionen DM bei Großhändler Klaven berichtet. Das sieht nach Versicherungsbetrug aus und erklärt Storck auch den angewachsenen Reichtum Klavens. Nach einem Krisengespräch mit seiner Frau beschließt Storck, seinen Schwager zu erpressen.
Haferkamp und Kreuzer suchen Gertrud Thiemann und ihren Bruder auf und unterrichten sie nicht nur vom Einbruch bei Klaven, sondern auch von seinem Tod. Auch der Bruder kündigt eine Erpressung Klavens seiner Schwester gegenüber an. Nach einer nicht erfolgten Geldübergabe geht Klaven mit gezückter Waffe zu Gertrud Thiemann und ihrem Bruder und stellt sie zur Rede. Er gibt ihnen 5000 DM als Schweigegeld.
Klaven kommt durch die Mutmaßung Kreuzers und seines Kollegen Nägel zur Mitwirkung eines Komplizen auf die Idee, dass vielleicht Storck ihn erpressen will. Um ihn zu belasten, deponiert er während eines belanglosen Schachspiels heimlich einen Satz Briefmarken in Storcks Atelier und bringt Haferkamp geschickt darauf, in dessen Wohnung eine Durchsuchung durchzuführen. Storck wird verhaftet und gesteht, den Einbrecher bei dessen Verfolgung getötet zu haben. Er sei  aber nicht im Besitz der Briefmarken, die angeblich beim Einbruch gestohlen wurden. Er bezichtigt Klaven des Versicherungsbetrugs. Während Haferkamp einen wichtigen privaten Anruf erhält, nutzt Storck die Ablenkung und flieht. Er versucht erfolglos, seinem Schwager Geld abzupressen, damit er eine Weile untertauchen kann.
Haferkamp kann Storck auf dem Güterbahnhof stellen, nachdem ihn der Entflohene vor einem herannahenden Güterwaggon gerettet hat. Daraufhin lässt Haferkamp Storck seinen Schwager erneut anrufen, um ihn nochmals um 1000 DM zu erpressen. Diesmal geht Klaven darauf ein und will seinen ungeliebten Schwager in einer Tiefgarage erschießen. Doch Haferkamp erwartet ihn mit seinen Kollegen. Klaven gibt auf und kündigt ein Geständnis an.